# Scrimă la Jocurile Olimpice de vară din 1912
Probele de scrimă la Jocurile Olimpice de vară din 1912 s-au desfășurat în perioada 6–18 iulie la terenurile de sport din Östermalm la Stockholm în Suedia. 185 de trăgători din 16 țări s-au prezentat la competiție. Nu a fost inclusă nici o probă feminină. Din cauza unui litigiu cu privire la regulamentul, sportivi francezi au boicotat toată competiția și sportivi italieni nu au participat la probele de spadă.

## Clasament pe medalii
| Loc | Țară                 | Aur | Argint | Bronz | Total |
| --- | -------------------- | --- | ------ | ----- | ----- |
| 1   | Ungaria (HUN)        | 2   | 1      | 1     | 4     |
| 2   | Belgia (BEL)         | 2   | 0      | 1     | 3     |
| 3   | Italia (ITA)         | 1   | 1      | 0     | 2     |
| 4   | Austria (AUT)        | 0   | 1      | 1     | 2     |
| 5   | Danemarca (DEN)      | 0   | 1      | 0     | 1     |
| 5   | Marea Britanie (GBR) | 0   | 1      | 0     | 1     |
| 7   | Olanda (NED)         | 0   | 0      | 2     | 2     |

## Evenimente

### Masculin
| Probă           | Aur | Argint | Bronz |
| Spadă           | Paul Anspach · Belgia (BEL) | Ivan Joseph Martin Osiier · Danemarca (DEN) | Philippe le Hardy de Beaulieu · Belgia (BEL)                                                                                     |
| Spadă pe echipe | Belgia (BEL) · Paul Anspach · Henri Anspach · Robert Hennet · Orphile de Montigny · Jacques Ochs · François Rom · Gaston Salmon · Victor Willems | Marea Britanie (GBR) · Edgar Seligman · Edgar Amphlett · Robert Montgomerie · Percival Dawson · Arthur Everitt · Sydney Mertineau · Martin Holt | Olanda (NED) · Adrianus de Jong · Willem van Blijenburgh · Jetze Doorman · Leonardus Salomonson · George van Rossem              |
| Floretă         | Nedo Nadi · Italia (ITA) | Pietro Speciale · Italia (ITA) | Richard Verderber · Austria (AUT)                                                                                                |
| Sabie           | Jenő Fuchs · Ungaria (HUN) | Béla Békessy · Ungaria (HUN) | Ervin Mészáros · Ungaria (HUN)                                                                                                   |
| Sabie pe echipe | Ungaria (HUN) · Jenő Fuchs · László Berti · Ervin Mészáros · Dezső Földes · Oszkár Gerde · Zoltán Ozoray Schenker · Péter Tóth · Lajos Werkner   | Austria (AUT) · Richard Verderber · Otto Herschmann · Rudolf Cvetko · Friedrich Golling · Andreas Suttner · Albert Bogen · Reinhold Trampler    | Olanda (NED) · Willem van Blijenburgh · George van Rossem · Adrianus de Jong · Jetze Doorman · Dirk Scalongne · Hendrik de Jongh |

## Țări participante
184 de scrimeri din 16 țări au participat:
- Africa de Sud (1)
- Austria (12)
- Belgia (11)
- Boemia (13)
- Danemarca (6)
- Germania (16)
- Grecia (6)
- Italia (9)
- Marea Britanie (22)
- Norvegia (7)
- Olanda (12)
- Portugalia (1)
- Rusia (24)
- Statele Unite ale Americii (13)
- Suedia (18)
- Ungaria (13)

## Legături externe
- Statistice Arhivat în 1 februarie 2010, la Wayback Machine. pe Sports Reference